# آندری مویسیوف
آندری مویسیوف (روسی: Андрей Серге́евич Моисеев؛ زادهٔ ۳ ژوئن ۱۹۷۹) ورزشکار پنج‌گانه مدرن اهل روسیه بود.
او در بازی‌های المپیک تابستانی 2004 و المپیک تابستانی 2008 مدال طلای پنج‌گانه مدرن را کسب کرد.  وی در مسابقات کشوری و بین‌المللی در مجموع برندهٔ ۶ مدال طلا و ۱ مدال برنز شده‌است.